# Usted también podrá disfrutar de ella
Usted también podrá disfrutar de ella es una obra de teatro en dos actos, escrita por Ana Diosdado y estrenada en el Teatro Beatriz de Madrid el 20 de septiembre de 1973.

## Argumento

### Acto 1
Javier, periodista y Fanny, modelo, se conocen cuando a él se le asigna entrevistarla. Sin embargo, Javier queda atrapado en el ascensor antes de llegar a verla, y ambos entablan conversación mientras esperan al técnico. Fanny confiesa su soledad y su desesperación, en parte motivada por el desafortunado giro de su carrera profesional, tras un escándalo con Ella, el perfume que anunciaba. Al tiempo, se presencia un eventual futuro en el que Javier rompe con su novia Celia tras haberse enamorado de Fanny, y escribe un artículo en que anuncia la intención de la modelo de suicidarse.

### Acto 2
Javier y Fanny viven juntos. Sin embargo, Fanny no termina de vencer su melancolía, como confiesa a Manolo, el fotógrafo de Javier. Ha sido despedida de su trabajo como modelo, y Javier - antiguo idealista, que acabó con sus huesos en la cárcel - no la apoya en su decisión de combatir en favor de su carrera. Él se da cuenta de que ha perdido sus ideales, y decide romper la relación. Fanny intenta suicidarse abriendo la llave del gas. Pero al darse cuenta de que aún vive, comprende que la vida merece la pena y sale corriendo a buscar a su novio. Sin embargo, ahora es ella la que queda atrapada en el ascensor. Cuando llegan Manolo y Celia a salvarla y ella cuenta lo ocurrido, éstos corren preocupados por el destino de Javier. Finalmente un vecino anuncia que el periodista se suicidó el 2 de septiembre de 1973.

## Estreno
- Dirección: José Antonio Páramo.
- Escenografía: Antonio Cortés.
- Reparto: María José Goyanes, Fernando Guillén, Emilio Gutiérrez Caba, Luis Peña, Mercedes Sampietro.